# Blumau (Kronach)
Blumau ist ein Gemeindeteil der Kreisstadt Kronach im Landkreis Kronach (Oberfranken, Bayern).

## Geographie
Das Dorf liegt an der Haßlach. Im Norden wie im Süden schließen sich Gewerbegebiete an; im Süden befindet sich auch die Einöde Stressenleithe. Im Westen steigt das Gelände zur bewaldeten Anhöhe Tännigsberg (441 m ü. NHN) an. Blumau ist durch eine Ortsstraße an die Bundesstraße 85 angebunden, die nach Knellendorf (0,9 km nördlich) bzw. nach Kronach führt (2,7 km südlich).

## Geschichte
Blumau wurde in der ersten Hälfte des 19. Jahrhunderts auf dem Gemeindegebiet von Knellendorf gegründet und war ursprünglich eine Einöde. Am 1. Juli 1971 wurde Blumau im Zuge der Gebietsreform in Bayern in Kronach eingegliedert.

### Einwohnerentwicklung
| Jahr      | 001824 | 001854 | 001861 | 001871 | 001885 | 001900 | 001925 | 001950 | 001961 | 001970 | 001987 |
| Einwohner | 12     |        | 8      | 11     | 8      | 12     | 21     | 22     | 28     | 38     | 64     |
| Häuser    |        | 1      |        |        | 1      | 2      | 2      | 3      | 5      |        | 16     |
| Quelle    | [ 7 ]  | [ 5 ]  | [ 8 ]  | [ 9 ]  | [ 10 ] | [ 11 ] | [ 12 ] | [ 13 ] | [ 14 ] | [ 15 ] | [ 1 ]  |

## Religion
Der Ort ist römisch-katholisch geprägt und nach St. Johannes der Täufer (Kronach) gepfarrt.